# Їжак Василь Омелянович
Васи́ль Омеля́нович Їжа́к (3 квітня 1931–1994) — український хоровий диригент, педагог, композитор, аранжувальник, заслужений працівник культури України.

## Біографічні відомості
Василь Їжак стояв біля витоків кафедри хорового диригування Івано-Франківського педагогічного інституту (нині Прикарпатський національний університет імені Василя Стефаника). В 1965 році заснував хорову капелу «Gaudeamus» в Дрогобицькому Державному Педагогічному Університеті ім. Івана Франка. У вересні 1967 року став художнім керівником створеного в інституті студентського вокально-хореографічного ансамблю «Верховинка». 1971 року колективу надано звання народного ансамблю, а його художній керівник став почесним членом Українського музично-хорового товариства.
Автор «Пісні про матір», яка у виконанні Михайла Сливоцького була свого часу найбільшим хітом, визнана піснею року.
4 квітня 2011 року в Інституті мистецтв Прикарпатського національного університету імені Василя Стефаника відбулася урочиста академія «Постать Василя Їжака в дзеркалі часу», присвячена 80-річчю з дня його народження.